# U-411
U-411 — средняя немецкая подводная лодка типа VIIC времён Второй мировой войны.

## История
Заказ на постройку субмарины был отдан 30 октября 1939 года. Лодка была заложена 28 января 1941 года на верфи Данцигер Верфт в Данциге под строительным номером 112, спущена на воду 15 ноября 1941 года. Лодка вошла в строй 18 марта 1942 года под командованием оберлейтенанта Герхарда Литтершейда.

### Командиры
- 18 марта 1942 года — 19 октября 1942 года Герхард Литтершейд
- 20 октября 1942 года — 13 ноября 1942 года капитан-лейтенант Иоганн Шпиндлеггер

### Флотилии
- 18 марта 1942 года — 31 августа 1942 года — 8-я флотилия (учебная)
- 1 сентября 1942 года — 13 ноября 1942 года — 6-я флотилия

### История службы
Лодка совершила 2 боевых похода. Успехов не достигла. Потоплена 13 ноября 1942 года в Северной Атлантике к западу от Гибралтара в районе с координатами 36°00′ с. ш. 09°53′ з. д. четырьмя глубинными бомбами с британского самолёта типа «Хадсон». 46 погибших (весь экипаж).
До июня 1988 года историки считали, что лодка была потоплена британским эсминцем HMS Wrestler 15 ноября 1942 года в районе с координатами 36°09′ с. ш. 07°42′ з. д.. На самом деле в той атаке была уничтожена U-98.

### Волчьи стаи
U-411 входила в состав следующих «волчьих стай»:
- Vorwarts 27 августа — 26 сентября 1942